# Larry Fong
Larry Fong (Los Angeles) is een Amerikaanse cameraman (director of photography) van Chinese origine. Hij is vooral bekend van zijn samenwerkingen met de regisseurs Zack Snyder en J.J. Abrams.

## Carrière
Larry Fong werd geboren in Los Angeles. Zijn ouders groeiden op in Hawaï. Ook zijn grootouders waren afkomstig van de Amerikaanse eilandengroep, op uitzondering van zijn grootmoeder van vaderszijde, die afkomstig was van het Chinese Guangzhou.
Tijdens zijn jeugd experimenteerde Fong met film en fotografie. Hij behaalde aan de universiteit van Californië een bachelordiploma in de richting taalkunde. Hij specialiseerde in film en fotografie aan de Art Center College of Design in Pasadena. Tijdens zijn studies raakte hij bevriend met de latere regisseurs Zack Snyder en Tarsem Singh.
Fong begon zijn carrière als cameraman met het filmen van videoclips en reclamespots. Zo filmde hij met Singh de videoclip van Losing My Religion van R.E.M en nam hij met Snyder een reclamespot op voor Jeep. In 1992 filmde hij twee afleveringen van de soft-erotische televisieserie Red Shoe Diaries. Vijf jaar later filmde Fong ook de pilot van de NBC-serie Sleepwalkers, die reeds na twee seizoenen geannuleerd werd.
Zijn doorbraak kwam er in 2004, toen hij mocht meewerken aan onder meer de dubbele pilot van de succesvolle tv-serie Lost. In totaal zou hij negen afleveringen van de reeks filmen. In 2006 werkte hij voor het eerst met Snyder samen aan een langspeelfilm. De stripboekverfilming 300 werd een kaskraker en bracht wereldwijd meer dan 450 miljoen dollar op.
Ook nadien werkten Snyder en Fong regelmatig samen. In 2009 verfilmde het duo de graphic novel Watchmen. Twee jaar later was Fong ook verantwoordelijk voor het camerawerk Sucker Punch, een fantasyfilm die door Snyder bedacht en geregisseerd werd.
In 2011 werd hij door regisseur J.J. Abrams, met wie hij eerder al had samengewerkt aan Lost en de tv-films The Catch en Anatomy of Hope, ingeschakeld voor de sciencefictionthriller Super 8. Datzelfde jaar werd hij ook lid van de American Society of Cinematographers (ASC). In 2012 werd Fong lid van de Academy of Motion Picture Arts and Sciences.
In 2013 verzorgde Fong het camerawerk van de misdaadthriller Now You See Me. In de film wordt een groep goochelaars gevolgd die voor hun optreden een bank overvallen. Fong is zelf een getalenteerde goochelaar en treedt regelmatig op voor de cast en crew van de filmproducties waaraan hij meewerkt. Hij is ook lid van de Academy of Magical Arts.
In 2013 begonnen Fong en Snyder aan de opnames van de stripboekverfilming Batman v Superman: Dawn of Justice.

## Filmografie

### Film
- Cost of Living  (1997)
- Cape of Good Hope (2004)
- 300 (2006)
- Watchmen (2009)
- Sucker Punch (2011)
- Super 8 (2011)
- Now You See Me (2013)
- Batman v Superman: Dawn of Justice (2016)
- Death of a Unicorn (2025)

### Televisie
- Red Shoe Diaries (1992) (2 afleveringen)
- Sleepwalkers (1997) (1 aflevering)
- Lost (2004–2005) (9 afleveringen)
- Secrets of a Small Town (2006) (1 aflevering)